# Grandcamp-Maisy
Grandcamp-Maisy là một xã ở tỉnh Calvados, thuộc vùng Normandie ở tây bắc nước Pháp.

## Dân số
| Năm | 1636    | 1669        | 1675       | 1682        | 1688       |
| --- | ------- | ----------- | ---------- | ----------- | ---------- |
| Dân số | 81 feux | 100-85 feux | 98-81 feux | 101-73 feux | 73-44 feux |
| From the year 1962 on: No double counting—residents of multiple communes (e.g. students and military personnel) are counted only once. |         |             |            |             |            |

| Năm | 1700       | 1705       | 1709        | 1710    | 1713     | 1716       | 1720        | 1765     | 1790          | 1794  |
| --- | ---------- | ---------- | ----------- | ------- | -------- | ---------- | ----------- | -------- | ------------- | ----- |
| Dân số | 87-59 feux | 90-73 feux | 104-81 feux | 93 feux | 103 feux | 97-82 feux | 102-87 feux | 110 feux | 107 feux/571h | 535 h |
| From the year 1962 on: No double counting—residents of multiple communes (e.g. students and military personnel) are counted only once. |            |            |             |         |          |            |             |          |               |       |

| Năm | 1800 | 1806 | 1821 | 1831  | 1841  | 1846  | 1851  | 1856  | 1861  | 1866  | 1871  | 1876  | 1881  | 1886  | 1891  |
| --- | ---- | ---- | ---- | ----- | ----- | ----- | ----- | ----- | ----- | ----- | ----- | ----- | ----- | ----- | ----- |
| Dân số | 627  | 673  | 777  | 1 258 | 1 264 | 1 310 | 1 436 | 1 463 | 1 529 | 1 613 | 1 624 | 1 691 | 1 704 | 1 719 | 1 868 |
| From the year 1962 on: No double counting—residents of multiple communes (e.g. students and military personnel) are counted only once. |      |      |      |       |       |       |       |       |       |       |       |       |       |       |       |

| Năm | 1901  | 1906  | 1911  | 1921  | 1926  | 1931  | 1936  | 1946  | 1954  | 1962  | 1968  | 1975  | 1982  | 1990  | 1999  |
| --- | ----- | ----- | ----- | ----- | ----- | ----- | ----- | ----- | ----- | ----- | ----- | ----- | ----- | ----- | ----- |
| Dân số | 1 839 | 1 844 | 1 962 | 1 615 | 1 604 | 1 621 | 1 598 | 1 632 | 1 576 | 1 518 | 1 536 | 1 809 | 1 845 | 1 881 | 1 831 |
| From the year 1962 on: No double counting—residents of multiple communes (e.g. students and military personnel) are counted only once. |       |       |       |       |       |       |       |       |       |       |       |       |       |       |       |

 1831-1975: Grandcamp + Létanville 
1975-1999: Grandcamp + Létanville + Maisy